# Cosma Brașoveanu
Cosma Brașoveanu (n. 24 noiembrie 1935, Gura Humorului, Județul interbelic Câmpulung — 9 decembrie 1979, București) a fost un actor român de radio, teatru, voce, televiziune și cinema din generația lui Florin Piersic.

## Biografie

### Educație, actor
A absolvit Institutul de Artă Teatrală și Cinematografică din București (IATC), astăzi Universitatea Națională de Artă Teatrală și Cinematografică „Ion Luca Caragiale” din București.
În 1958 s-a înființat secția din Piatra Neamț a Teatrului de Stat din Bacău, cu absolvenți ai IATC, promoțiile 1957 și 1958, unde au fost repartizați Cosma Brașoveanu, Leopoldina Bălănuță, Florin Piersic, Virgil Marsellos, Dumitru Chesa, Atena Zahariade, Ica Matache și Zoe Muscan.
În 1960 a devenit actor al Teatrului Național din București.

### Viață personală
Timp de 18 ani, până la decesul său prematur, datorat unui al cincilea infarct de cord, a fost soțul scriitoarei Rodica Ojog-Brașoveanu.
Este înmormântat pe Aleea actorilor la Cimitirul Bellu.

## Roluri în teatru
- Ursul (1956)
- Plicul (1956)
- Copacii mor în picioare (1956)
- Trei generații (1956)
- Vicleniile lui Scapin (1957)
- Peer Gynt (1957)
- O noapte furtunoasă (1957)
- Căldură mare (1957)
- Petițiune (1957)
- Copacii mor în picioare (1957)
- Invazia (1957)
- Mielul turbat (1958)
- Les precieuses ridicules (1958)
- Les fourberies de Scapin (1958)
- Orologiul Kremlinului (1958 - la Teatrul Național București)
- Vicleniile lui Scapin (1958)
- Orologiul Kremlinului (1958 - La Teatrul Tineretului din Piatra Neamț)
- Mielul turbat (1959 - La Teatrul Tineretului din Piatra Neamț)
- Orașul visurilor noastre (1959)
- Surorile Boga (1959)
- A treia Patetica (1959)
- Tartuffe (1960)
- Titanic vals (1960)
- Maria (1960)
- Dezertorul (1960)
- Ascultă-ți inima (1961)
- Milionarii (1961)
- Febre (1961)
- Vizita bătrânei doamne (1963)
- Adam și Eva (1963)
- Eminescu (1963)
- Înșir'te mărgărite (1964)
- Doamna lui Ieremia (1965)
- Tartuffe (1967)
- Seringa (1967)
- Zece zile care au zguduit lumea (1967)
- Martin Borman (1967)
- Becket (1968)
- Travesti (1969)
- Coana Chirița (1969)
- Apus de soare (1973)
- Comoara din deal (1975)
- Peripețiile bravului soldat Svejk (1975)
- Cazul Enăchescu (1976)

## Filmografie
- Celebrul 702 (1962)
- Un film cu o fată fermecătoare (1967)
- Cosmin, fiul zimbrului (1968) (primul serial TV românesc)
- Păcală (1974)
- Eu, tu, și... Ovidiu (1978)
- Ciocolată cu alune (1979)

## Cărți
Cosma Brașoveanu a scris și câteva romane, unele republicate postum:
- Fuga, roman, 1978, col. Scorpionul, Editura Dacia, Cluj-Napoca[6]
- Un martor incomod, Colecția Sfinx, Editura Militară, 1979; reeditare la Editura Nemira, Colecția Ora H, 2003
- Omul fără umbră, 2001, Editura Scriptum 2000[7]
- Fiara, Editura Nemira, Colecția Ora H, 2003